# Битва на реке Курлак
Би́тва на реке́ Курла́к — одно из основных сражений в ходе Булавинского восстания (1707—1709 годов) между царскими войсками (московский полк Степана Ивановича Бахметьева, драгунский эскадрон в 436 конных воинов под командованием подполковника Виллима Рыкмана (Ф. А. Рихмана), острогожский казачий полк Ивана Ивановича Тевяшова) и казаками-повстанцами под предводительством атамана Лучки Хохлача.
В ходе сражения, состоявшегося 28 апреля 1708 года на переправе около села Старый Курлак, повстанцы были наголову разбиты, но Хохлачу с небольшим отрядом удалось уйти на Волгу.
По донесению Бахметьева, казаки действовали смело и решительно: «… и от них воров стрельба и напуски были превеликие, у которой переправы был бой часа с три непрестанно на обе стороны». Но ввиду количественного и организационного превосходства правительственные войска сумели разбить повстанцев и, переправившись через реку, преследовали противника более двадцати верст. У повстанцев были отбиты обоз, артиллерия, три знамени, множество лошадей, взято в плен 143 человека.
Битва имела серьёзное значение для всего восстания в целом, так как после поражения Хохлача количество казаков, которые вступали в отряды Булавина, резко пошло на спад.